# Кеттлери

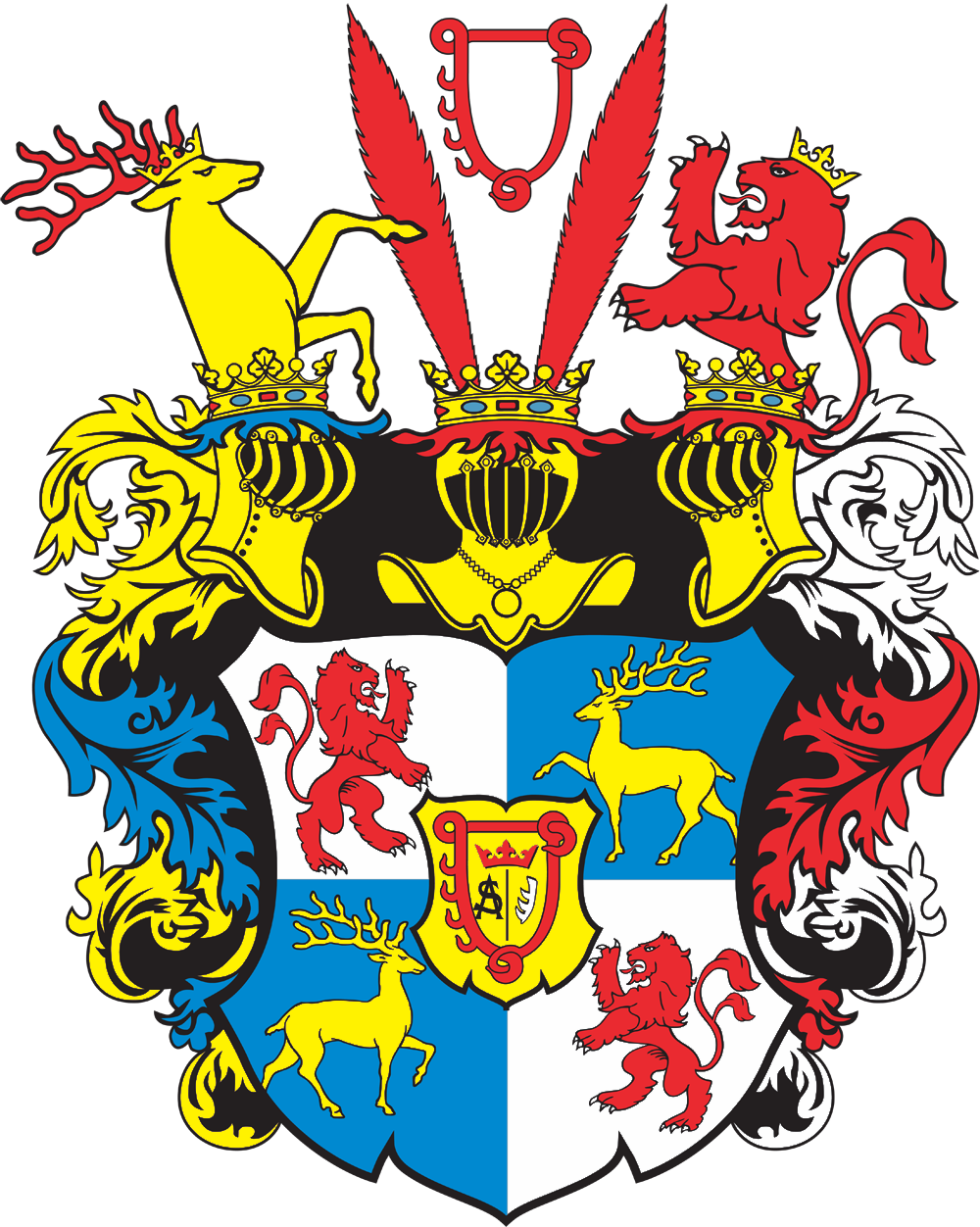
Герб герцогської династї Кеттлерів

Ке́ттлери (нім. Kettler), або фон Ке́ттлер (пол. von Kettler, «Кеттлерські») — німецький аристократичний рід із Вестфалії. Також династія герцогів Курляндії і Семигалії у 1561–1737 роках. Походить зі стану міністеріалів. Вперше представник роду згадується у документах під 1210 роком — замковий слуга Ламберт з Гюстена (Lambertus de Hustene). Його наступник — Конрад Гюстенський (Conrad von Hüsten) — постає в джерелах 1318 року під іменем dictus Keteler або de Keteler, що означає «казаняр». Близько 1386 року основна гілка Кеттлерів були васалами графів Арнсбергських. Готтгард фон Кеттлер, представник бічної гілки роду, був останнім ландмейстером Тевтонського ордену в Лівонії. Він заснував династію герцогів Кеттлерів, що правила герцогством Курляндії і Семигалії у 1561–1737 роках. Рід баронів Кеттлерів були підданими Російської імперії з 1743 року. Вони належали до балтійських курляндських дворян. Ця гілка згасла наприкінці XVIII століття. Їх спадок перейшов до роду Ашеберг.

## Назва
- Назва основної гілки роду Ке́ттелери (Ketteler). Також «Кеттелери зі Старого Ассена».
- Назва бічної, більш відомої гілки, з якої вийшли курляндські герцоги — Кеттлери (Kettler). Також «Кеттелери з Нового Ассена». Інший запис прізвища — Кетлери.

## Герби
- Родовий герб Кеттелерів із Ассена: У срібному полі червоний гак для казана. Щит увінчаний коронованим шоломом. Нашоломник: два пера чаплі: праве срібне, ліве червоне, на них накладено срібний щиток із червоним гаком для казана. Намет: червовний, підбитий сріблом. Належить до промовистих гербів (Кеттлер = Казаняр).
- Родовий герб Кеттлерів із Нового Ассена: У золотому полі червоний гак для казана. Щит увінчаний коронованим шоломом. Нашоломник: два пера чаплі: праве золоте, ліве червоне, на них накладено золотий щиток з червоним гаком для казана. Намет: червовний, підбитий золотом.

Кеттелери із Ассена
Кеттлери із Нового Ассена
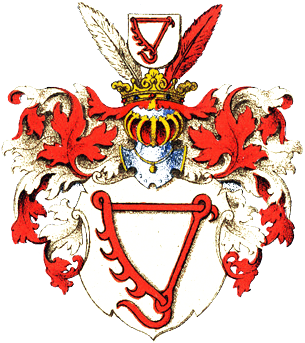
Барони Кеттлери Вестфальські
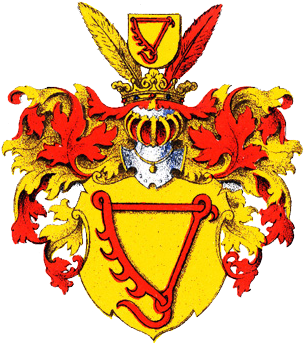
Графи і барони Кеттлери Курляндські
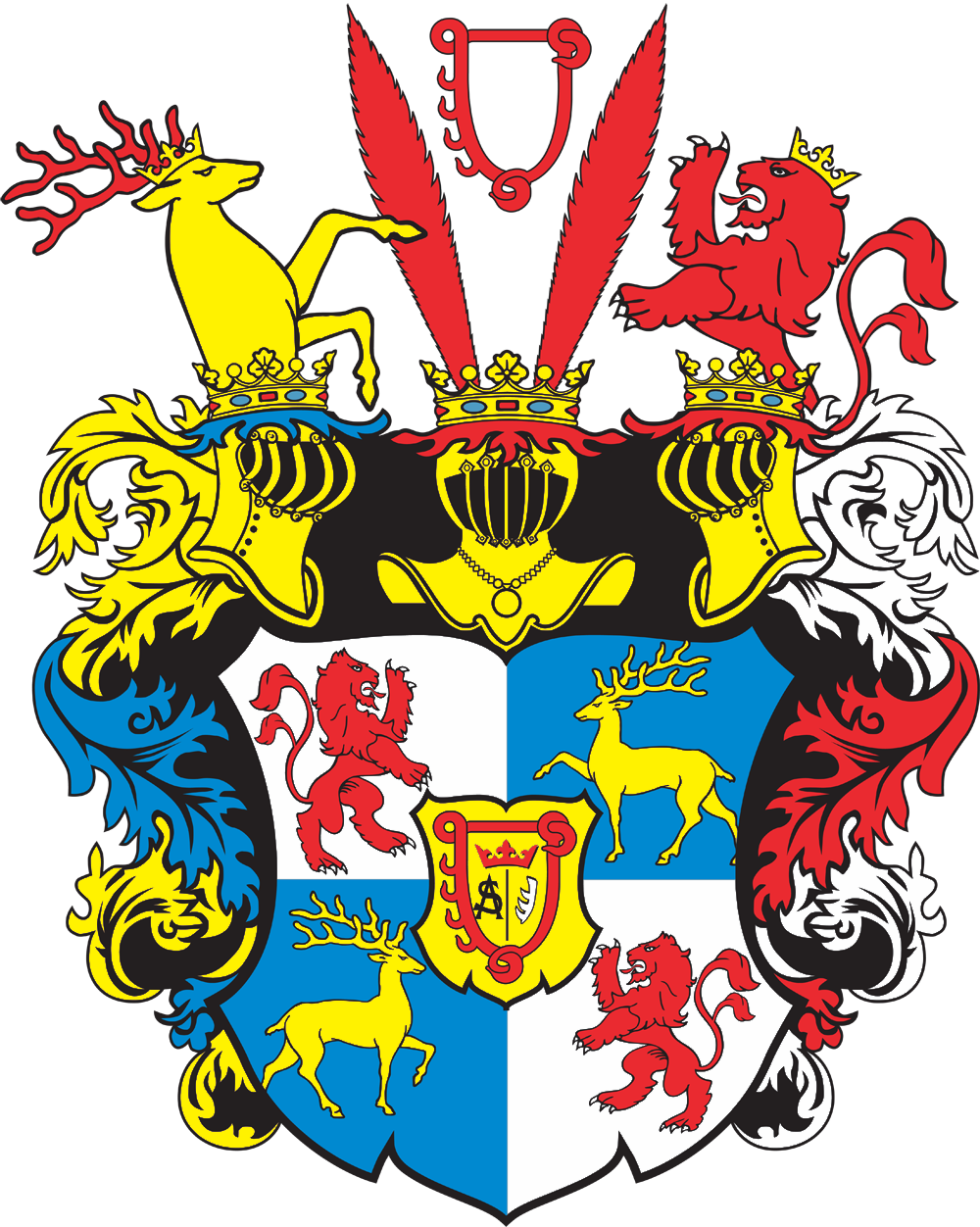
Герцоги Кеттлери Великий герб (1)
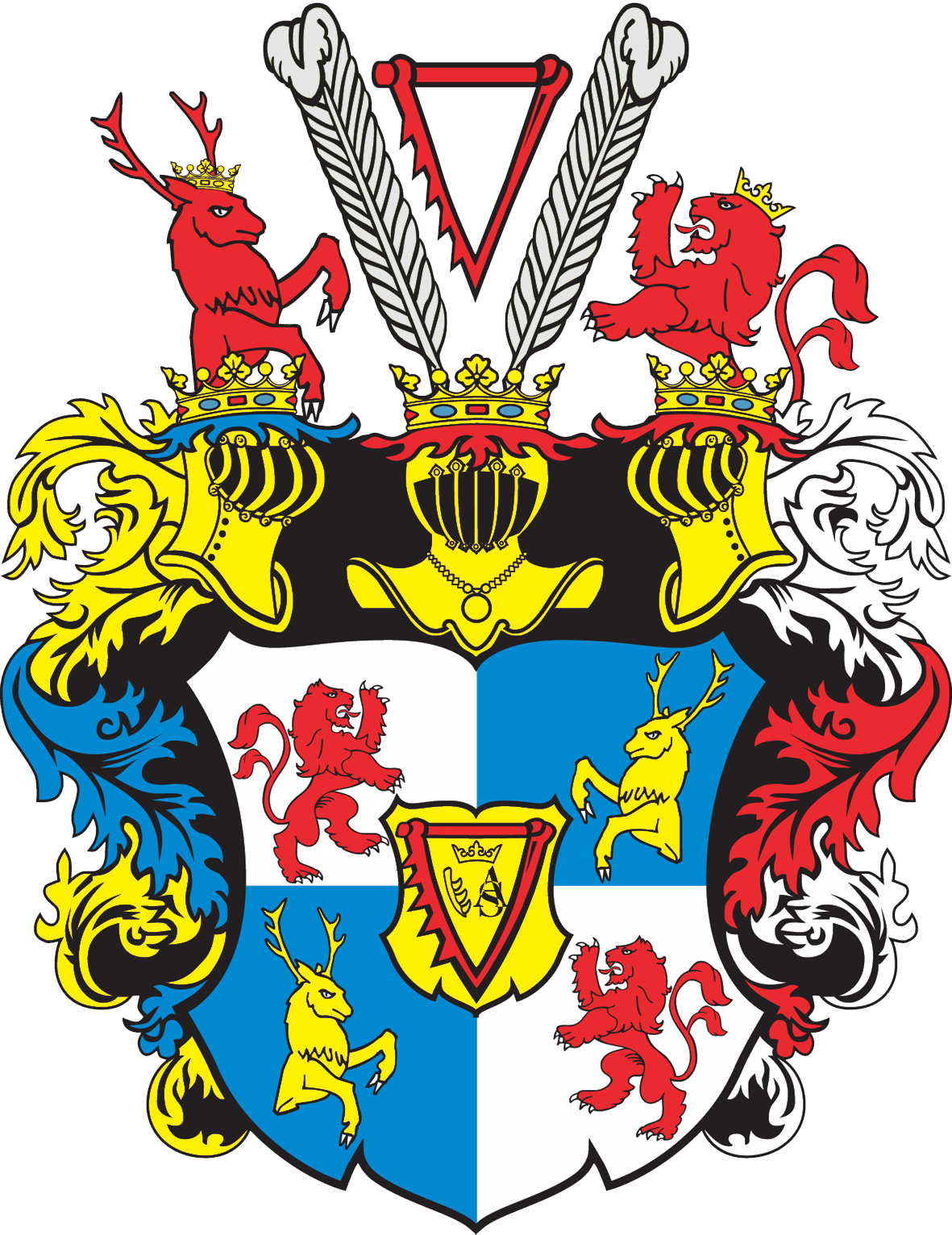
Герцоги Кеттлери Великий герб (2)

## Кеттлери з Нового Ассена
- Госвін (І) Кеттлер (1400—1471), син Кордта. Першим став називатися «Кеттлер із Нового Ассена». ∞ Єлизавета фон Гацфельд (?—1451).
  - Готтгард (І) (1450—1518), господар Нового Ассена. ∞ Марія-Маргарита фон Брокгорст-Батенбург (1451—1505).
    - Дітріх (І) (?—?), господар Нового Ассена. ∞ 1) Анна фон Нессельроде (?—?); 2) Юта фон Фет (?—?).
      -  Госвін (ІІІ) (бл. 1521—1557), господар Нового Ассена. ∞ Корнелія фон Ренненберг (?—1573).
        - Вільгельм (?—1585) ∞ Теодора фон дем Бецелер (?—1594).
        -  Дітріх (ІІ) (?—1603) ∞ Теодора фон Бронкгорст (?—1610).

    - Госвін (ІІ) (?—1519) ∞ Клара фон Гоберг (?—?).
    - Готтгард (ІІ) (1480—1556), кавалер Ордену Золотого руна. ∞ 1511: Сибілла-Софія фон Нессельроде (1490—1572).
      - Вільгельм (?—1557), єпископ Мюнстерський.
      - Йоганн (?—1586), сподвижник Вільгельма Оранського. ∞ Агнес-Анна Шенк фон Нідегг (?—1602).
      - Віріх (?—?)
      -  Готтгард (ІІІ) (1517–1587), перший герцог Курляндії і Семигалії (1561–1587). ∞ Анна Мекленбург-Гюстровська.

    - Франц Кеттлер (?—1547), Корвейський аббат (1504–1547).
    - Гісберт (?—?)
    - Вільгельм (?—?)
    - Генріх (?—?)
    - Маргарита (?—?)
    - Ельза Кеттлер (?—?)
    -  Анна Кеттлер (?—?)

  -  Маргарита (?—1512) ∞ Йоганн фон Віш (?—після 1517), господар Вішу.

## Кеттлери Курляндські
Курляндські Кеттлери нараховували 5 поколінь. Вони вели початок від Готтгарда Кеттлера, представника IV коліна Кеттлерів із Нового Ассена. Члени роду мали шлюбні зв'язки із європейськими династичними домами: Мекленбурги, Гогенцоллерни, Грифичі, Радзивіли, сілезькі П'ясти, Романови. З 1654 року — імперські князі Священної Римської імперії. Чоловіча лінія роду згасла на Фердинанді Кеттлері. Остання представниця Курляндських Кеттлерів, Амалія-Луїза Кеттлер, померла 1750 року.

### Генеалогічне дерево
- Готтгард (1517—1587), останній магістр Лівонського ордену, перший герцог Курляндії і Семигалії.∞ 1566: Анна Мекленбург-Гюстровська (1533—1602).
  - Анна (1567—1617) ∞ 1586: Ольбрахт Радзивілл (1558—1592).
  - Фрідріх (1569—1642), герцог Курляндії і Семигалії, герцог Семигалії. ∞ 1600: Єлизавета-Магдалина Померанська (1580—1649).
  - Вільгельм (1574—1640), герцог Курляндії. ∞ 1609: Софія Прусська (1582—1610).
    -  Яків (1610—1682), герцог Курляндії і Семигалії. ∞ 1645: Луїза-Шарлотта Бранденбурзька (1617—1676).
      - Луїза-Єлизавета (1646—1690) ∞ 1670: Фрідріх ІІ Гессен-Гомбурзький (1633—1708).
      - Фрідріх-Казимир (1650—1698), герцог Курляндії і Семигалії. (1) ∞ 1675: Софія-Амалія Нассау-Зігенська (1650—1688); (2) ∞ 1691: Єлизавета-Софія Бранденбурзька (1674—1748).
        - Фрідріх (1682—1683), помер неповнолітнім.
        - Марія-Доротея (1684—1743) ∞ 1703: Альберт-Фрідріх фон Гогенцоллерн (1672—1731).
        - Елеонора-Шарлотта (1686—1748) ∞ 1714: Ернст-Фердинанд Бранденбург-Бевернський (1682—1746).
        - Амалія-Луїза (1687—1750) ∞ 1708: Фрідріх-Вільгельм-Адольф Нассау-Зігенський (1680—1722).
        - Христина-Софія (1688—1694), померла неповнолітньою.
        - Фрідріх-Вільгельм (1692—1711), герцог Курляндії і Семигалії. ∞ 1710: Анна Іванівна (1693—1740), російська імператриця.
        -  Леопольд-Карл (1693—1697), помер неповнолітнім.

      - Владислав-Фрідріх (1647—1648), помер неповнолітнім.
      - Христина (?—?), померла неповнолітньою.
      - Шарлотта-Софія (1651—1728), абатиса Герфордська.
      - Марія-Амалія (1653—1711) ∞ 1673: Карл Гессен-Кассельський (1654—1730).
      - Карл-Яків (1654—1677), помер юнаком.
      - Фердинанд (1655—1737), герцог Курляндії і Семигалії. ∞ 1730: Йоганна-Магдалина Саксонська (1708—1760).
      -  Олександр (1658—1686), полковник прусської армії. 

  -  Єлизавета (?—1601) ∞ 1595: Адам-Вацлав Цешинський (1574—1618).